# Ґ'юрмед Намґ'ял
Ґ'юрмед Намґ'ял — четвертий Чоґ'ял Сіккіму. Успадкував владу 1717 року після смерті попередника Чакдора Намґ'яла.
За часів його правління Сіккім зазнав нападу з боку Непалу.